# مروش
مروش (به صربی: Mrveš) یک منطقهٔ مسکونی در صربستان است.